# Kittendorf
Kittendorf – gmina w Niemczech,  w kraju związkowym Meklemburgia-Pomorze Przednie, w powiecie Mecklenburgische Seenplatte, wchodząca w skład Związku Gmin Stavenhagen.
Dzielnice: Bauernreihe, Clausdorf, Kittendorf, Mittelhof i Oevelgünde.